# Bunuri mobile din domeniul știință și tehnică clasate în patrimoniul cultural național al României aflate în județul Tulcea
Acestă listă conține bunurile mobile din domeniul știință și tehnică clasate în Patrimoniul cultural național al României aflate la momentul clasării în județul Tulcea.

## Tezaur
| Foto | Informații generale                                        | Detalii tehnice | Descriere | Deținător                                 | Legături |
| ---- | ---------------------------------------------------------- | --- | --- | ----------------------------------------- | -------- |
|      | Vaporul cu zbaturi „Republica” Autor: Șantierul Naval Linz | Datare: 1903 Dimensiuni: L max: 55,07 m; l: 7 m; l max: 14,54 m; Î (cu catarg): 17 m Material: tablă de oțel, alamă, fontă, bronz, sticlă | Navă fluvială cu zbaturi. Inscripții: pe tobele zbaturilor în plan superior: „REPUBLICA”; O ANCORĂ LA CENTRU; jos: „TULCEA R"; în pupa babord - tribord: „REPUBLICA - UNICAT”. | Direcția Județeană pentru Cultură, Tulcea | Cimec    |